# Astèrix a Itàlia
Astèrix a Itàlia (en francés, Astérix et la Transitalique) és el trenta-seté àlbum del personatge de còmic creat per Goscinny i Uderzo —el tercer guionitzat per Didier Conrad i dibuixat per Jean-Yves Ferri després de la jubilació d'est últim—, en el qual Astèrix i Obèlix viatgen per la Península Itàlica.

## Argument
En l'argument, els gals participen en una carrera de quadriga organitzada per Juli Cèsar per a mostrar als participants de tot el món l'estat de les vies romanes; l'antagoniste de la història és Coronavirus, un auriga (esclau) emmascarat.
La narració comença quan el senador romà Lactus Bífidus és denunciat per malversar els diners públics destinats al manteniment de les vies i, en resposta, organitza una cursa transitàlica oberta a la participació de tots els pobles sota domini romà, entre els quals la Gàl·lia representada per Astèrix i Obèlix, est últim amb més protagonisme que de costum; la història és un homenatge a road movies com El món és boig, boig, boig o La gran cursa i conté referències anacròniques a icones italianes com la Gioconda, Milà o la pizza.

## Sortida
Els detalls de l'àlbum i la coberta definitiva es presentaren el 9 d'octubre en conferència de premsa a l'Automòbil Club de França a París; a més, Ferri revelà el motiu d'esta aventura:
"Travessant Itàlia, Astèrix i Obèlix es troben diferents pobles, ja que la Itàlia de l'època és un mosaic. La família d'Uderzo era originària del Vèneto i era obligat fer-li un xicotet homenatge. Ell era d'un poblet prop de Venècia que es diu Oderzo".
L'àlbum eixí a la venda el 19 d'octubre de 2017 simultàniament en la versió original francòfona i en dèneu llengües més.
Salvat publicà les traduccións a l'asturià, basc, castellà, català i gallec.
La publicació commemorà els noranta anys d'Uderzo i els quaranta de la mort de Goscinny.
El 7 de setembre, enmig de l'aprovació de la Llei del referèndum d'autodeterminació de Catalunya i de la Llei de transitorietat jurídica i fundacional de la República, l'editora per a Espanya, l'editorial Salvat, anuncià la publicació a 9,95 euros amb una coberta provisional en la qual els protagonistes diuen «Quan ens en anem?», un enunciat que alguns periodistes confongueren amb el títol, en referència al procés independentista català.